# Nozomi (Shinkansen)

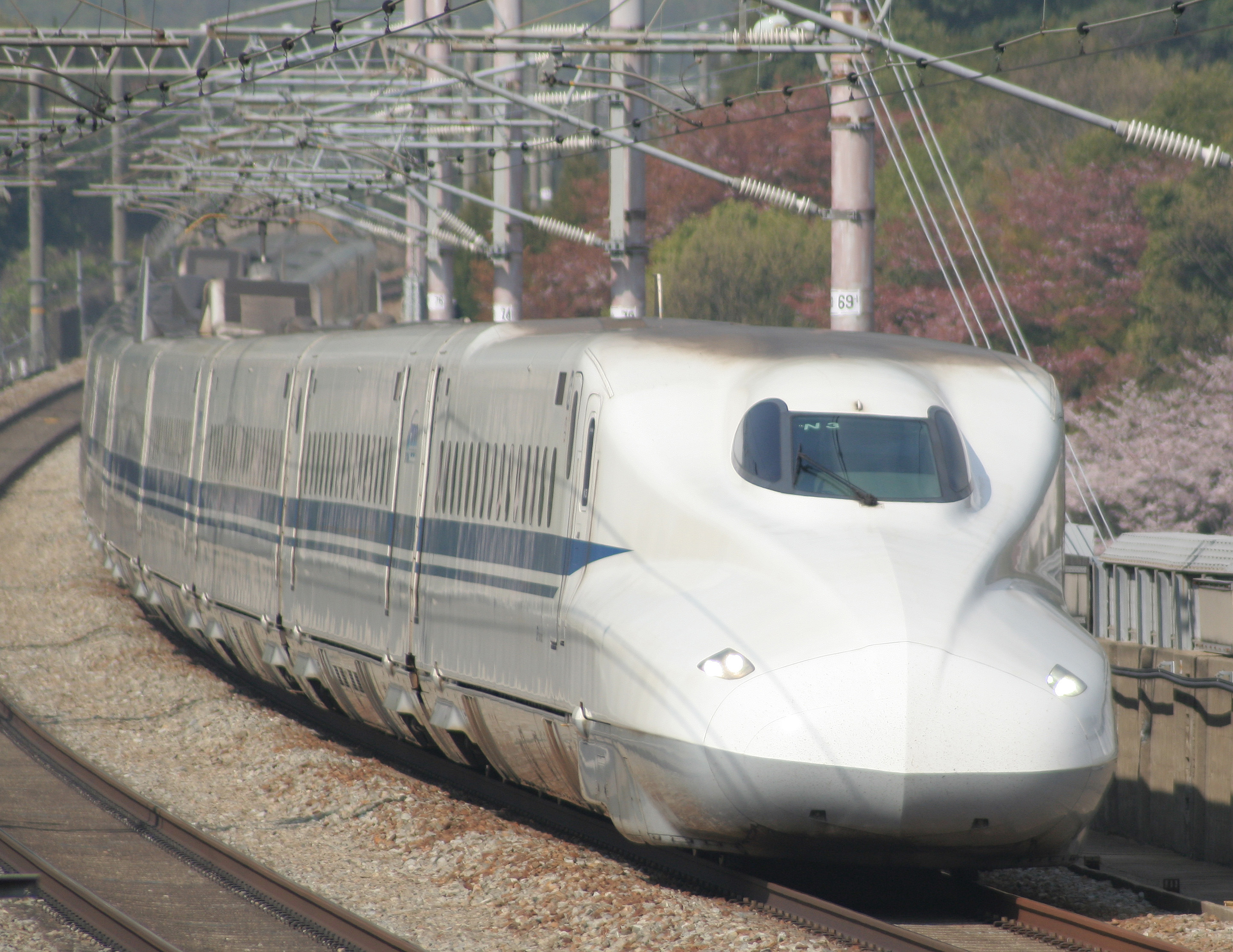
Nozomi N700 en línea Sanyō, abril de 2009

Nozomi (のぞみ, "Deseo") es el servicio de trenes más rápido que opera en las líneas Tōkaidō y Sanyō Shinkansen, deteniéndose en las estaciones más ocupadas dentro de la primera línea entre Tokio y Ōsaka, así como a lo largo del trayecto comprendido de la segunda línea, entre las estaciones de Shin-Kobe y de Hakata. Usando la serie 700, los trenes en este último tramo alcanzan velocidades de hasta 300 km/h. El viaje de Tokio a Osaka, una distancia de 515 kilómetros, demora solo 2,5 horas con el servicio más rápido.
En los servicios del Nozomi se usan actualmente las series 700 y N700, estos últimos siendo los más recientes, introducidos el 1 de julio de 2007, con cuatro recorridos diarios completos en cuanto al servicio Nozomi. En 2010, la serie 500 fue retirada de todos los recorridos, continuando solo en el Kodama, el servicio con parada en todas las estaciones. En 2012, la Serie 300, la que inició el servicio en 1992, fue dada de baja.
En el Tōkaidō Shinkansen, los trenes se detienen en las estaciones de Tokio, Nagoya, Kyoto y en la estación de Shin-Ōsaka. En la línea Sanyō, se detienen en las estaciones de Shin-Kobe, Okayama, Hiroshima, Kokura y en la estación de Hakata. Algunos recorridos pueden detenerse en estaciones adicionales.
El servicio Nozomi, junto con el Mizuho del Kyushu Shinkansen son los únicos servicios de JR diarios no cubiertos por el Japan Rail Pass, que permite la utilización de los otros servicios de trenes de forma ilimitada, por lo cual se requiere la compra del ticket de forma separada.
La palabra nozomi significa en japonés “esperanza” o “deseo”. Dicha palabra fue elegida para generar diferencia respecto al servicio ofrecido, más rápido que los existentes Hikari, "luz, rayo", y Kodama, "eco".
El servicio Nozomi comenzó a operar el 14 de marzo de 1992.